# Плоцкий собор
Плоцкий собор (пол. Katedra Płocka), также Собор Пресвятой Девы Марии Мазовецкой (пол. Bazylika katedralna Wniebowzięcia Najświętszej Maryi Panny) — римско-католический храм в городе Плоцк, центральная Польша. Собор является образцом романской архитектуры XII-го века и старейшим, а также наиболее важным историческим памятником в городе, который содержит гробницы нескольких польских монархов. По статусу — исторический памятник Польши.

## История

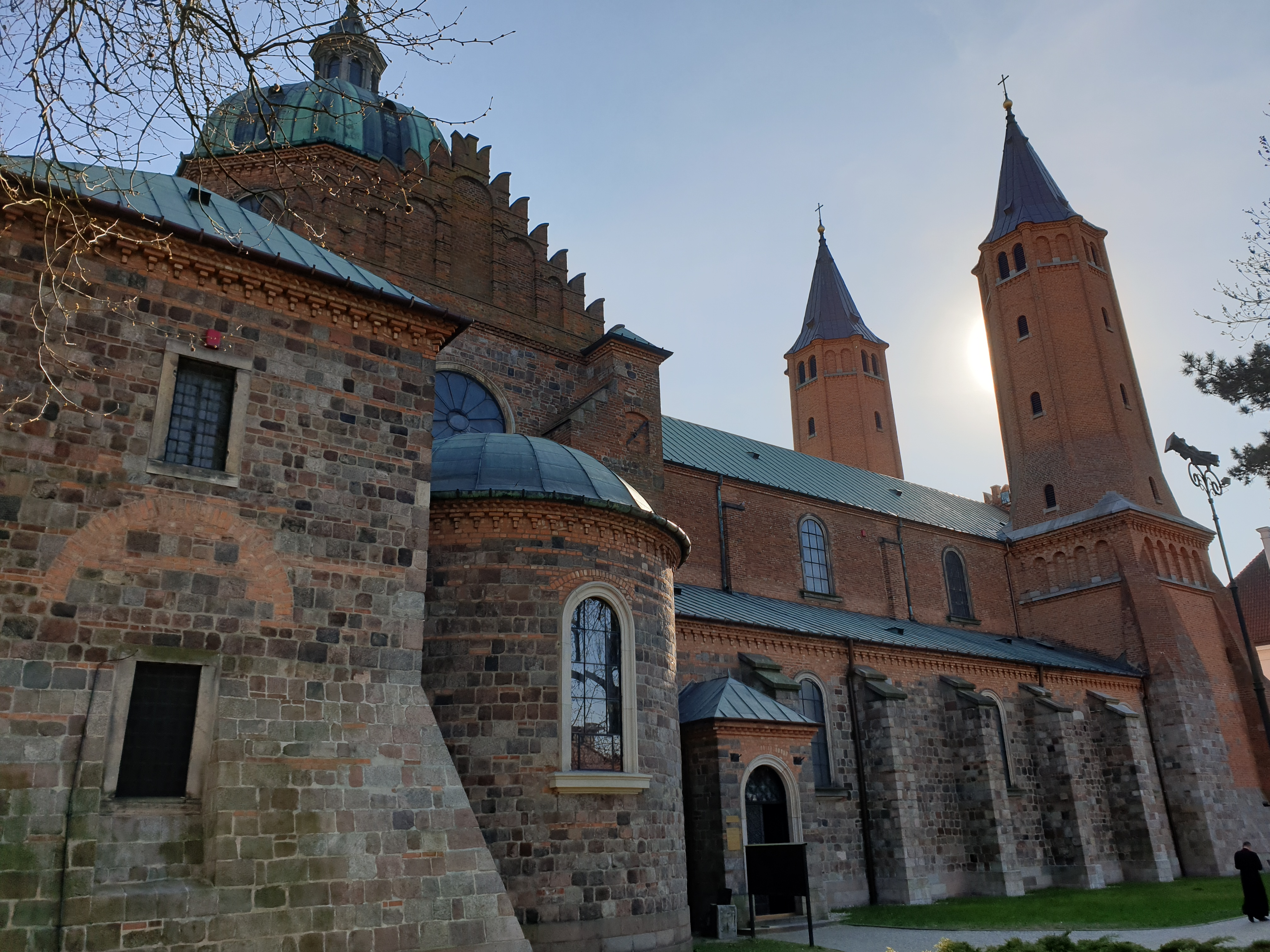
Оригинальная ротонда из камня, построенная в начале XII века

Епископство в Плоцке было основано около 1075 года. Первое упоминание о соборе относится к 1102 году, когда в нём был похоронен Владислав I Герман. Собор же в романском стиле был построен уже после 1129 года князем Болеславом III и епископом Александром Малонским. Восстановление его после пожара заняло время с 1136 по 1144 года. Собор был освящен в 1144 году как Церковь Пресвятой Девы Марии. Оригинальные бронзовые ворота романского собора (ныне в Великом Новгороде) были украшены фигуративными барельефами с изображением стихов так называемого «исповедания веры» и фигурой Александра Малонского, епископа Плоцкого. Ворота были изготовлены в магдебургской мастерской около 1150 года. В соборе сейчас находится бронзовая копия ворот, сделанная в 1980-х годах. В Королевской часовне на северной стороне собора находится мраморный саркофаг, образующий гробницу двух польских правителей, Владислава I Германа и его сына Болеслава III Кривоустого.

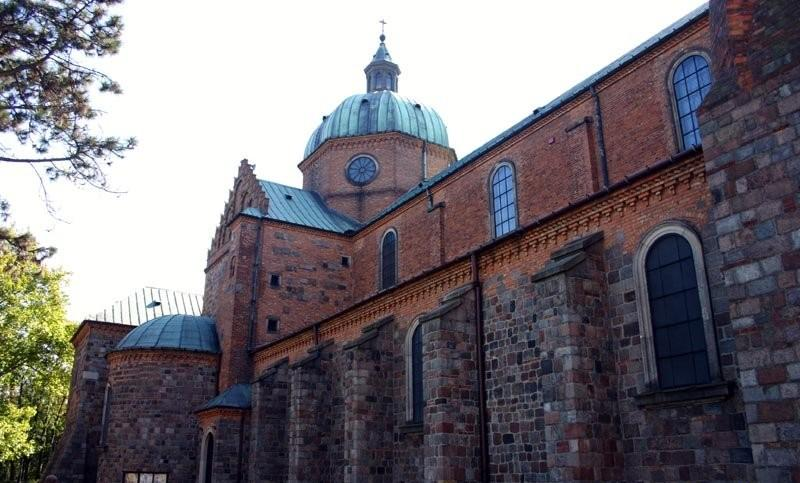
Купол Плоцкого собора в стиле ренессанс

После крупного пожара в 1530 году епископ Анджей Кшицкий перестроил церковь в 1531—1535 годах в стиле ренессанс. Плоцкий собор стал первым крупным собором в подобном стиле в Польше, хотя в нём и использовались части гранитного пепла базилики в романском стиле. Архитекторами, перестраивающими собор, были Бернардино де Джанотис из Рима, Джованни Сини да Сиена и Филиппо да Фьезоле. Макет нового собора был создан на основе базиликах Рима (Сант-Агостино, Санта-Мария-дель-Пополо). Однако внешняя архитектура остается в стиле северо-итальянских кирпичных церквей, более похожих на местные позднеготические церкви в Мазовии, и может быть результатом реконструкции, проведенной Джованни Баттиста из Венеции около 1560 года, который добавил к общей композиции храма просторный хор и две западные башни.
Здание было восстановлено в 1903 году, тогда нынешний западный фасад и башни были перепроектированы архитектором Штефаном Шиллером, ответственным за реставрацию. Между мировыми войнами интерьер дополнительно был украшен фресками Владислава Драпевского и Чеслава Идскевича, Юзефа Мехоффера, окончившего Академию в Кракове.
В 2018 году, благодаря своим историческим, художественным, научным, материальным ценностям, собор вместе с архитектурным ансамблем «Тумские холмы» был внесен Президентом Польши в список исторических памятников Польши.

## Погребенные в соборе

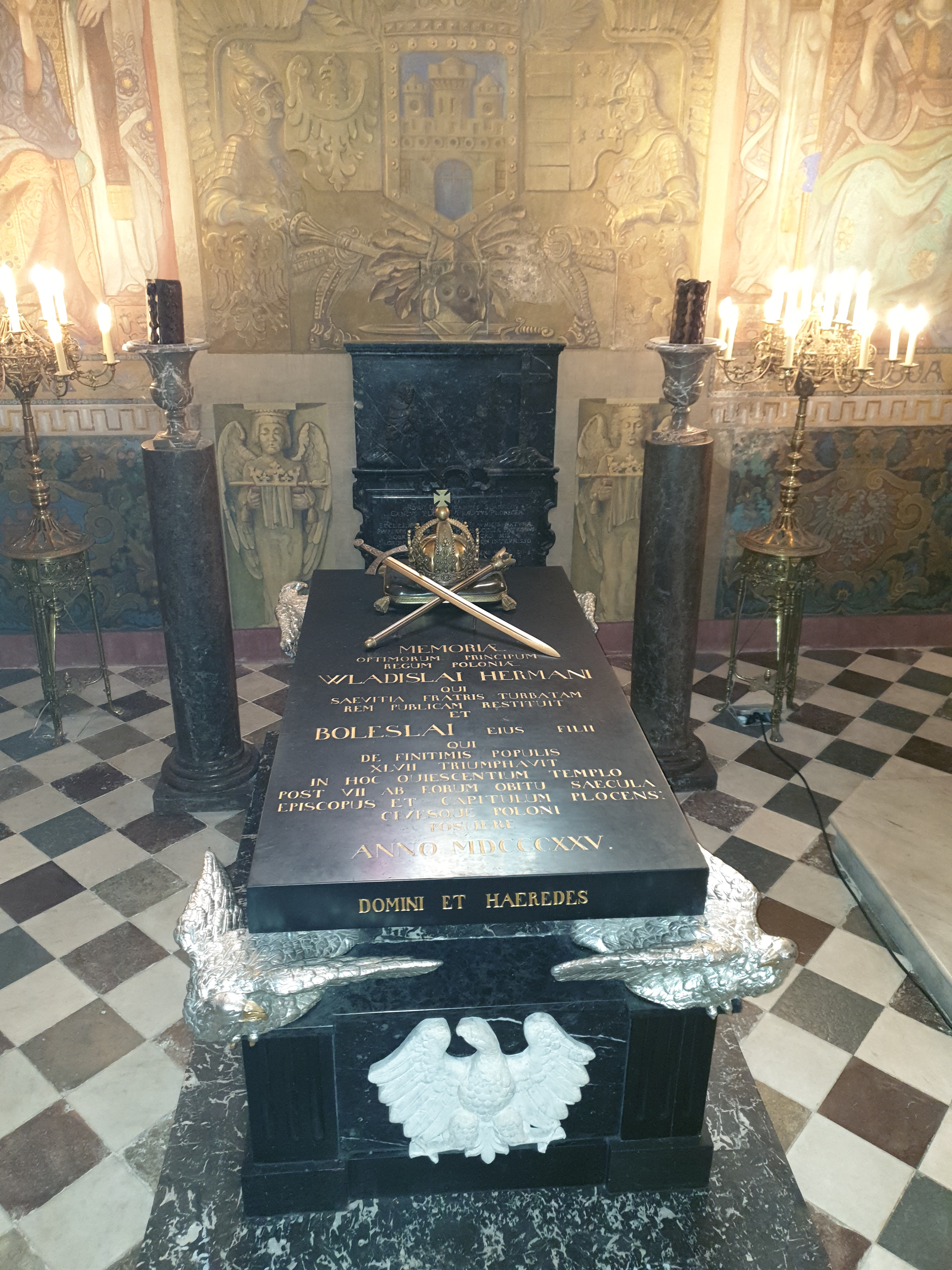
Могила Владислава I Германа Польского

### Польские монархи
- Владислав I Герман
- Болеслав III Кривоустый
- Болеслав IV Кудрявый
- Конрад I Мазовецкий
- Болеслав II Мазовецкий

### Другие
- Тадеуш Павел Закржевский
- Генрих Мазовецкий
- Плоцкая Диадема
- Михал Новодворский